# 日野鈴
日野 鈴（ひの りん、1985年9月3日 - ）は、日本の元AV女優。身長：160cm 、スリーサイズ：B83・W57・H85、Dカップ。お菓子系のAV女優だった 。

## 略歴
東京都出身。2004年に『新人 日野鈴 新人ギリギリモザイク』でエスワンスタートと同時にAVデビューした。その後、MOODYZに移籍、2005年9月からは、新メーカーのイエローの専属女優となった。
イオンプロモーションに所属していたが、現在は引退している。

## 出演作品

### アダルトビデオ
2004年
- 新人 日野鈴 新人ギリギリモザイク（11月11日、エスワン）[1]
- はげまし 日野鈴 綺麗なお姉さんのはげましとセックス（12月11日、エスワン）[1]

2005年
- あなオナ あなたのオナニーのために（1月11日、エスワン）[1]
- ギリモザ 病院でい～っぱいエッチしよ♥（2月11日、エスワン）[1]
- ギリギリモザイク 挑発美脚ガール（3月11日、エスワン）[1]
- M女のいいなり快感セックス（5月13日、MOODYZ）[2]
- デジタルモザイクVol.076（6月13日、MOODYZ）[2]
- 私のsexの全て 8本番（7月13日、MOODYZ）[2]
- 僕だけの従順メス人形（8月13日、MOODYZ）[2]
- S級単体日野鈴が「デブ好き宣言」 ～おデブの女神～（9月5日、イエロー）
- S級女優日野鈴『サイコメトラーイカされ物語』 ～マンコが疼く時、記憶が蘇る～（10月5日、イエロー）
- マンコの中からこんにちは ～じっくりマンコの穴の中～（11月5日、イエロー）
- フェラチオハイパーデジタルモザイク（11月13日、MOODYZ）※総集編
- ぐるぐる大作戦 巻いて HOLD ON ME（12月5日、イエロー）
- S1ガールズコレクション ウブなセックスたっぷり見せちゃうぞ♥（12月19日、エスワン）※総集編

2006年
- アナル舐め 16人4時間（1月1日、MOODYZ）※総集編
- ハイパーデジタルモザイク あの娘のセックスをもう1度スペシャル（4月13日、MOODYZ）※総集編

2007年
- イカセ4時間（9月13日、MOODYZ）※総集編